# عين الحجر (ولاية البويرة)
عين الحجر هي بلدية تقع في ولاية البويرة الجزائرية. تبعد عن مدينة البويرة حوالي 09 كيلومتر.

## قرى البلدية
تتكون بلدية عين الحجر من 09 مداشر وقرى هي قرية زهار، أولاد عبدة (العواكلة)، المعامير، بني عقبة، الرحيمات، رويبة، أولاد محية، الشعيبة وأولاد عبدلة.